# Divízió I 2016
La Divízió I 2016 (detta anche "Bodri Pincészet Divízió I 2016" per ragioni di sponsorizzazione) è la 10ª edizione del campionato di football americano di secondo livello, organizzato dalla MAFSZ.

## Squadre partecipanti
| Club                 | Città       | Stadio | Sponsor ufficiale | Risultato nella stagione 2015 |
| -------------------- | ----------- | ------ | ----------------- | ----------------------------- |
| Budapest Cowbells 2  | Budapest    |        |                   |                               |
| Budapest Titans      | Budapest    |        |                   |                               |
| Budapest Wolves 2    | Budapest    |        |                   |                               |
| Debrecen Gladiators  | Debrecen    |        |                   |                               |
| Dunaújváros Gorillaz | Dunaújváros |        |                   |                               |
| Miskolc Renegades    | Miskolc     |        |                   |                               |
| Szekszárd Bad Bones  | Szekszárd   |        |                   |                               |
| Tatabánya Mustangs   | Tatabánya   |        |                   |                               |
| Újpest Bulldogs      | Budapest    |        |                   |                               |

## Stagione regolare

### Calendario

#### 1ª giornata
| 26 marzo 2016 | Tatabánya Mustangs | 6 – 35 | Szekszárd Bad Bones |  |

| 26 marzo 2016 | Debrecen Gladiators | 42 – 14 | Miskolc Renegades |  |

#### 2ª giornata
| 2 aprile 2016 | Miskolc Renegades | 14 – 16 | Budapest Titans |  |

| 3 aprile 2016 | Dunaújváros Gorillaz | 49 – 12 | Budapest Wolves 2 |  |

#### 3ª giornata
| 9 aprile 2016 | Budapest Cowbells 2 | 35 – 0 | Tatabánya Mustangs |  |

| 10 aprile 2016 | Szekszárd Bad Bones | 15 – 38 | Dunaújváros Gorillaz |  |

| 10 aprile 2016 | Újpest Bulldogs | 0 – 20 | Budapest Titans |  |

#### 4ª giornata
| 16 aprile 2016 | Miskolc Renegades | 40 – 0 | Budapest Wolves 2 |  |

| 17 aprile 2016 | Debrecen Gladiators | 48 – 0 | Budapest Cowbells 2 |  |

#### 5ª giornata
| 23 aprile 2016 | Budapest Wolves 2 | 0 – 55 | Szekszárd Bad Bones |  |

| 24 aprile 2016 | Újpest Bulldogs | 12 – 27 | Debrecen Gladiators |  |

#### 6ª giornata
| 1º maggio 2016 | Újpest Bulldogs | 21 – 39 | Miskolc Renegades |  |

#### 7ª giornata
| 8 maggio 2016 | Dunaújváros Gorillaz | 49 – 0 | Budapest Cowbells 2 |  |

| 8 maggio 2016 | Miskolc Renegades | 42 – 7 | Tatabánya Mustangs |  |

| 8 maggio 2016 | Budapest Titans | 9 – 27 | Debrecen Gladiators |  |

#### 8ª giornata
| 15 maggio 2016 | Szekszárd Bad Bones | 37 – 10 | Budapest Titans |  |

| 15 maggio 2016 | Debrecen Gladiators | 6 – 21 | Dunaújváros Gorillaz |  |

#### 9ª giornata
| 21 maggio 2016 | Tatabánya Mustangs | 7 – 24 | Újpest Bulldogs |  |

| 22 maggio 2016 | Budapest Wolves 2 | 12 – 18 (d.t.s.) | Budapest Cowbells 2 |  |

#### 10ª giornata
| 28 maggio 2016 | Budapest Cowbells 2 | 14 – 34 | Szekszárd Bad Bones |  |

| 29 maggio 2016 | Budapest Titans | 7 – 42 | Dunaújváros Gorillaz |  |

| 29 maggio 2016 | Tatabánya Mustangs | 32 – 14 | Budapest Wolves 2 |  |

#### 11ª giornata
| 5 giugno 2016 | Dunaújváros Gorillaz | 48 – 0 | Újpest Bulldogs |  |

#### 12ª giornata
| 11 giugno 2016 | Budapest Titans | 21 – 0 | Tatabánya Mustangs |  |

| 11 giugno 2016 | Szekszárd Bad Bones | 49 – 6 | Újpest Bulldogs |  |

| 12 giugno 2016 | Budapest Cowbells 2 | 7 – 48 | Miskolc Renegades |  |

| 12 giugno 2016 | Budapest Wolves 2 | 6 – 56 | Debrecen Gladiators |  |

### Classifica
La classifica della regular season è la seguente:
- PCT = percentuale di vittorie, G = partite giocate, V = partite vinte,  P = partite perse, PF = punti fatti, PS = punti subiti

| Pos. | Squadra              | PCT   | G | V | N | P | PF  | PS  |
| ---- | -------------------- | ----- | - | - | - | - | --- | --- |
| 1    | Dunaújváros Gorillaz | 1.000 | 6 | 6 | 0 | 0 | 247 | 40  |
| 2    | Szekszárd Bad Bones  | .833  | 6 | 5 | 0 | 1 | 197 | 74  |
| 3    | Debrecen Gladiators  | .833  | 6 | 5 | 0 | 1 | 178 | 62  |
| 4    | Miskolc Renegades    | .667  | 6 | 4 | 0 | 2 | 197 | 93  |
| 5    | Budapest Titans      | .500  | 6 | 3 | 0 | 3 | 83  | 120 |
| 6    | Budapest Cowbells 2  | .333  | 6 | 2 | 0 | 4 | 74  | 158 |
| 7    | Újpest Bulldogs      | .167  | 6 | 1 | 0 | 5 | 63  | 169 |
| 8    | Tatabánya Mustangs   | .167  | 6 | 1 | 0 | 5 | 52  | 171 |
| 9    | Budapest Wolves 2    | .000  | 6 | 0 | 0 | 6 | 44  | 250 |

## Playoff e playout

### Tabellone
|  | Semifinali | Semifinali           | Semifinali |                     |   | X Pannon Bowl        | X Pannon Bowl | X Pannon Bowl |  |
|  |            |                      |            |                     |   |                      |               |               |  |
|  | 1          | Dunaújváros Gorillaz | 35         |                     |   |                      |               |               |  |
|  | 1          | Dunaújváros Gorillaz | 35         |                     |   |                      |               |               |  |
|  | 4          | Miskolc Renegades    | 0          |                     |   |                      |               |               |  |
|  | 4          | Miskolc Renegades    | 0          |                     | 1 | Dunaújváros Gorillaz | 28            |               |  |
|  |            |                      |            |                     | 1 | Dunaújváros Gorillaz | 28            |               |  |
|  |            |                      | 3          | Debrecen Gladiators | 8 |                      |               |               |  |
|  | 2          | Szekszárd Bad Bones  | 3          | Debrecen Gladiators | 8 | 14                   |               |               |  |
|  | 2          | Szekszárd Bad Bones  |            |                     |   |                      |               |               |  |
|  | 3          | Debrecen Gladiators  | 20         |                     |   |                      |               |               |  |

### Semifinali
| 26 giugno 2016 | Dunaújváros Gorillaz | 35 – 0 | Miskolc Renegades |  |

| 26 giugno 2016 | Szekszárd Bad Bones | 14 – 20 | Debrecen Gladiators |  |

### Playout
| Székesfehérvár 8 ottobre 2016 | Fehérvár Enthroners | 35 – 6 | Tatabánya Mustangs | First Field |

### X Pannon Bowl
| 10 luglio 2016 | Dunaújváros Gorillaz | 28 – 8 | Debrecen Gladiators |  |

## Verdetti
- Dunaújváros Gorillaz Vincitori della Divízió I 2016